# Лабеотрофеусы
 Лабеотрофеусы  (лат. Labeotropheus) — род эндемичных рыб семейства цихловых озера Малави (Ньяса) в Восточной Африке. Он включает в себя 5 видов, каждый из которых в свою очередь имеет несколько географических рас.  
- Labeotropheus artatorostris Pauers 2017
- Labeotropheus chlorosiglos Pauers, 2016
- Labeotropheus fuelleborni Ahl, 1926
- Labeotropheus simoneae Pauers, 2016
- Labeotropheus trewavasae Fryer, 1956

Относятся к группе Мбуна.
Лабеотрофеусы являются популярными декоративными рыбами и идеально подходят для аквариума с цихлидами.
Самцы и самки отличаются окраской. Рыбы подвижны и агрессивны в период размножения и при обороне территории. Как и многие цихлиды Малави лабеотрофеусы питаются водорослями. Самки вынашивают икру во рту и мальки в первое время во время опасности и ночью также прячутся в рот.

## В аквариуме
Как и всем цихлидам озера Малави лабеотрофеусам необходима жесткая щелочная вода, богатая кислородом. Лабеотрофеусов лучше содержать в аквариумах объемом не менее 120 л. Аквариум должен иметь большое количество камней с пещерками, хотя пещеры также можно создать и из терракотовых горшков.